# Rosochowaciec (przystanek kolejowy)
Rosochowaciec (ukr. Росоховатець) – przystanek kolejowy w miejscowości Rosochowaciec, w rejonie tarnopolskim, w obwodzie tarnopolskim, na Ukrainie. Położony jest na linii Odessa – Lwów.
Przystanek istniał przed II wojną światową.